# Çukurköy, Hani
Çukurköy là một xã thuộc huyện Hani, tỉnh Diyarbakır, Thổ Nhĩ Kỳ. Dân số thời điểm năm 2008 là 1.184 người.